# Sierra Conservation Center
Sierra Conservation Center (SCC) är ett delstatligt fängelse för manliga intagna och är belägen i Tuolumne County i Kalifornien i USA. Fängelset förvarar intagna som är klassificerade för säkerhetsnivåerna "låg" och "medel". Sierra har en kapacitet på att förvara 3 404 intagna men för den 23 november 2022 var det överbeläggning och den förvarade 3 793 intagna.
Fängelset invigdes 1965.